# Nicolò di Pietro

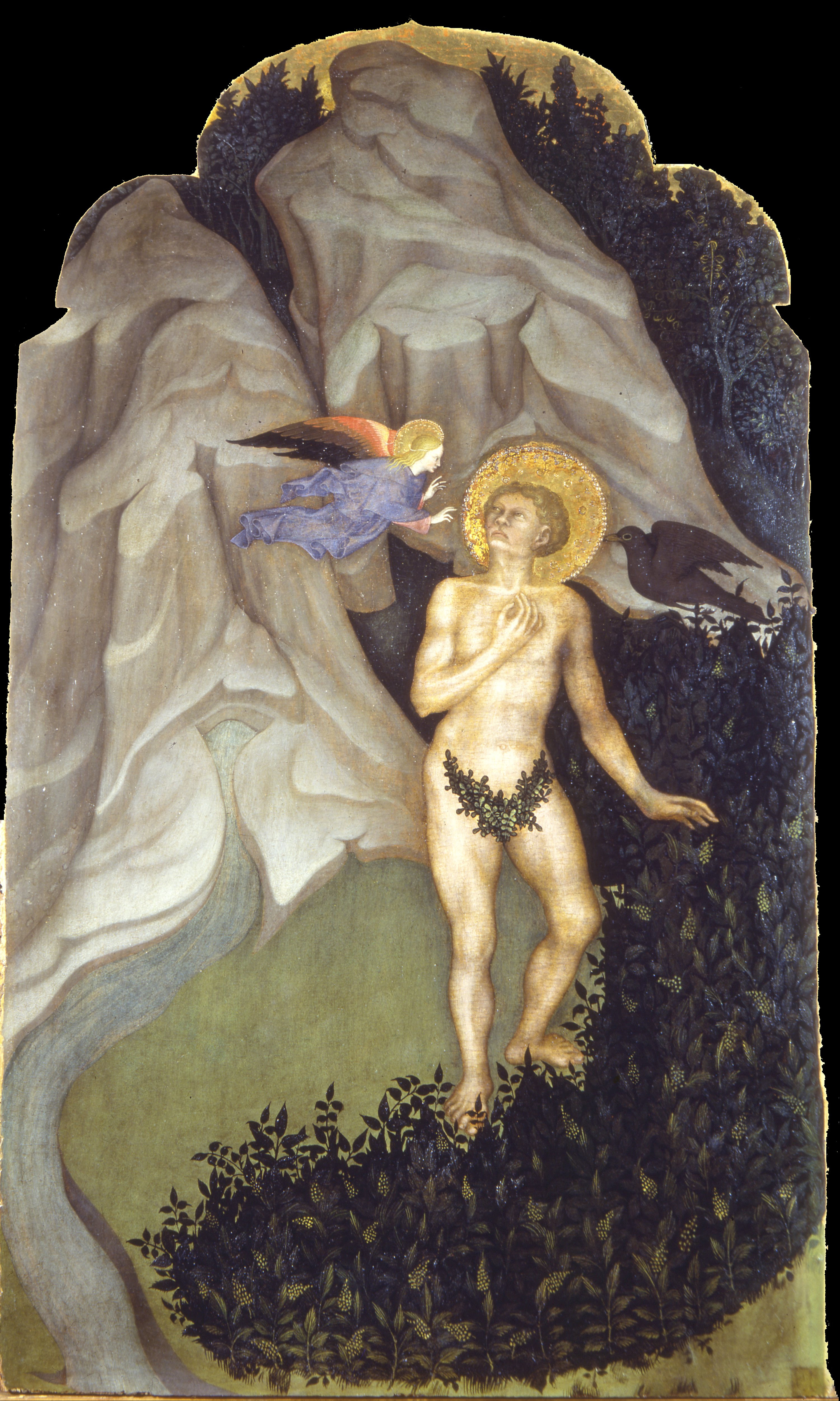
Tentazioni di San Benedetto, Museo Poldi Pezzoli, Milano

Nicolò di Pietro, noto anche come Nicolò Paradiso (fl. 1394-1427), è stato un pittore italiano, attivo a Venezia dal 1394 al 1427.

## Biografia
Il suo ruolo, già individuato da Roberto Longhi, fu quello di un caposcuola che, accanto a Jacobello del Fiore, innovò profondamente la cultura figurativa veneziana a cavallo tra il XIV ed il XV secolo.
Fu in contatto con il gotico bolognese di fine Trecento, in primis con Jacopo di Paolo, e fu partecipe della tendenza che, interpretando con arguta espressività e con un tipico iperdecorativismo il formulario bizantino di Paolo e Lorenzo Veneziano, incontrava il favore del gusto dei committenti.

### Stile ed influenze
Come nei lavori di Lorenzo, anche in Niccolò di Pietro vi era una pronunciata tendenza ad adattarsi alla pittura tardogotica; gli storici ritengono che questa famiglia sia stata il principale promotore dell'influenza gotica proveniente dal nord nell'arte veneziana. D'altra parte, si può vedere nelle opere di Nicolò anche un'influenza della scuola bolognese, che nel XIV secolo da maestri come
Vitale da Bologna, Tommaso da Modena e Giovanni da Bologna, aveva iniziato lo sviluppo di una più realistica narrazione dei soggetti religiosi. A questo proposito, alcuni ricercatori ritengono che Niccolò di Pietro potrebbe essere un discepolo di Giovanni da Bologna, come si legge nelle ultime volontà del 23-24 ottobre 1389 di questi ultimo, in cui si cita un «Nicolao Suo disipulo» («il suo allievo Nicolò").
Inoltre, Nicolò di Pietro era un contemporaneo del famoso maestro Gentile da Fabriano, forse il migliore artista italiano del gotico internazionale; Gentile si trovava a Venezia nel 1408 per eseguire lavori nel Palazzo Ducale e i suoi modi raffinati non potevano non influenzare le successive opere di Nicolò. Ciò risulta provato da una duplice commissione di due dipinti su tavola di soggetto sacro nel 1408 da parte del mercante della seta Francesco Amadi (famiglia lucchese che dal 1314 si era trasferita a Venezia): la prima opera a Gentile da Fabriano; la seconda (un trittico) a Niccolò di Pietro. Delle due opere d'arte è stato proposto il riconoscimento e, in parte, la ricomposizione (Merkel, 2012).     

## Opere
In base ai modi molto personalizzati della Madonna con il donatore Vulciano Belgarzone, firmata e datata 1394, e del Crocifisso, prima nella Chiesa di Sant'Agostino a Verucchio ed ora nella Pinacoteca Nazionale di Bologna, è stato possibile attribuire a Nicolò una serie coerente di opere di alto livello linguistico: tra queste le Incoronazioni della Vergine della Accademia dei Concordi a Rovigo, della Pinacoteca di Brera a Milano e della Galleria nazionale d'arte antica in Palazzo Barberini a Roma; la predella con Santi a mezza figura nella stessa galleria; le quattro scene della Vita di Sant'Agostino della Pinacoteca Vaticana; la Pala di Sant'Orsola del Metropolitan Museum of Art di New York; una serie di quattro episodi della vita di Benedetto da Norcia, ispirati dalla Vita Sancti Benedicti scritta da Gregorio Magno, 1415-1420 circa, divisi fra la Galleria degli Uffizi e il Museo Poldi Pezzoli a Milano.

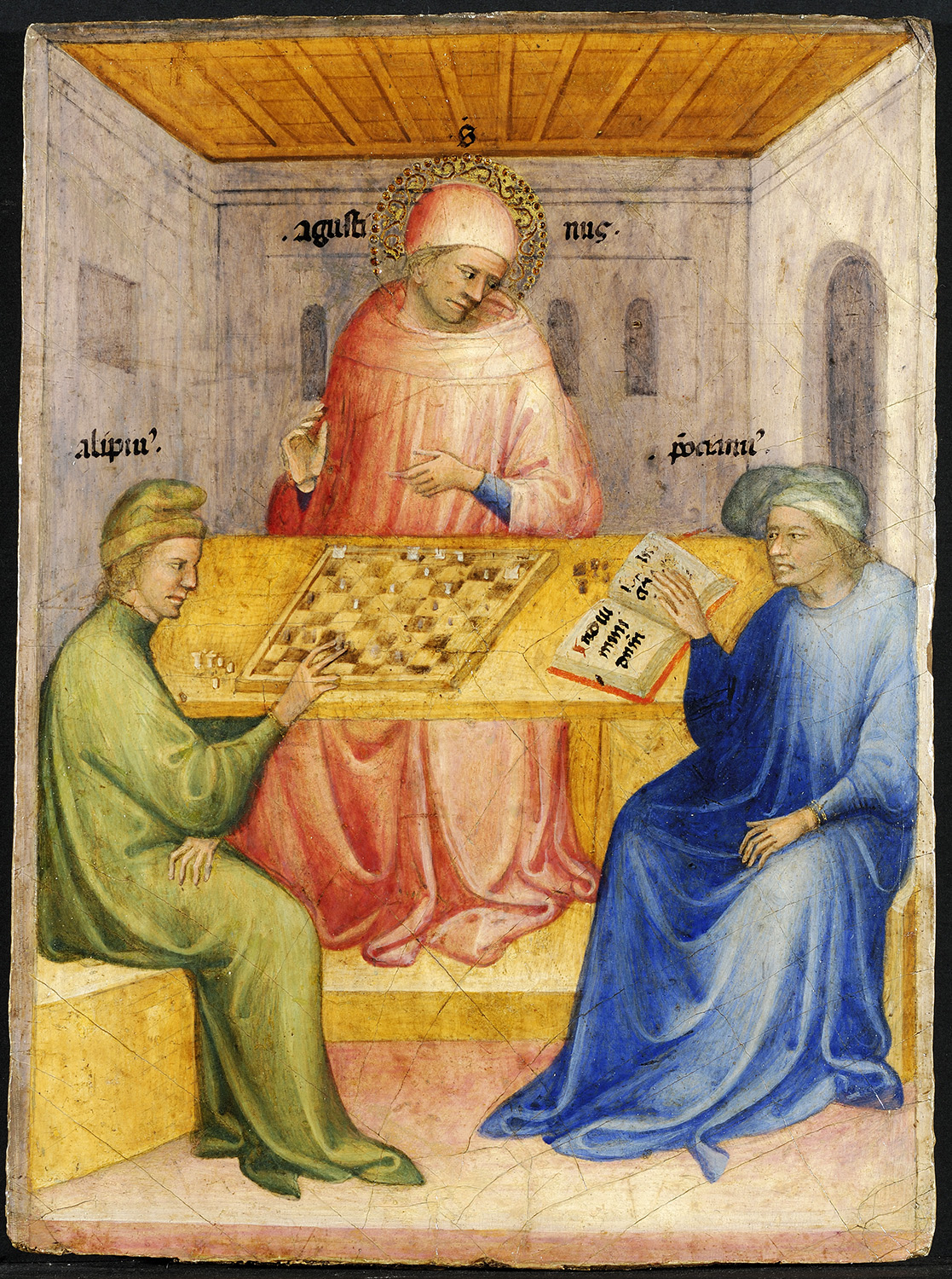
S. Agostino e Alipio visitata da Ponticiano, Museo di belle arti, Lione, 1414-1415
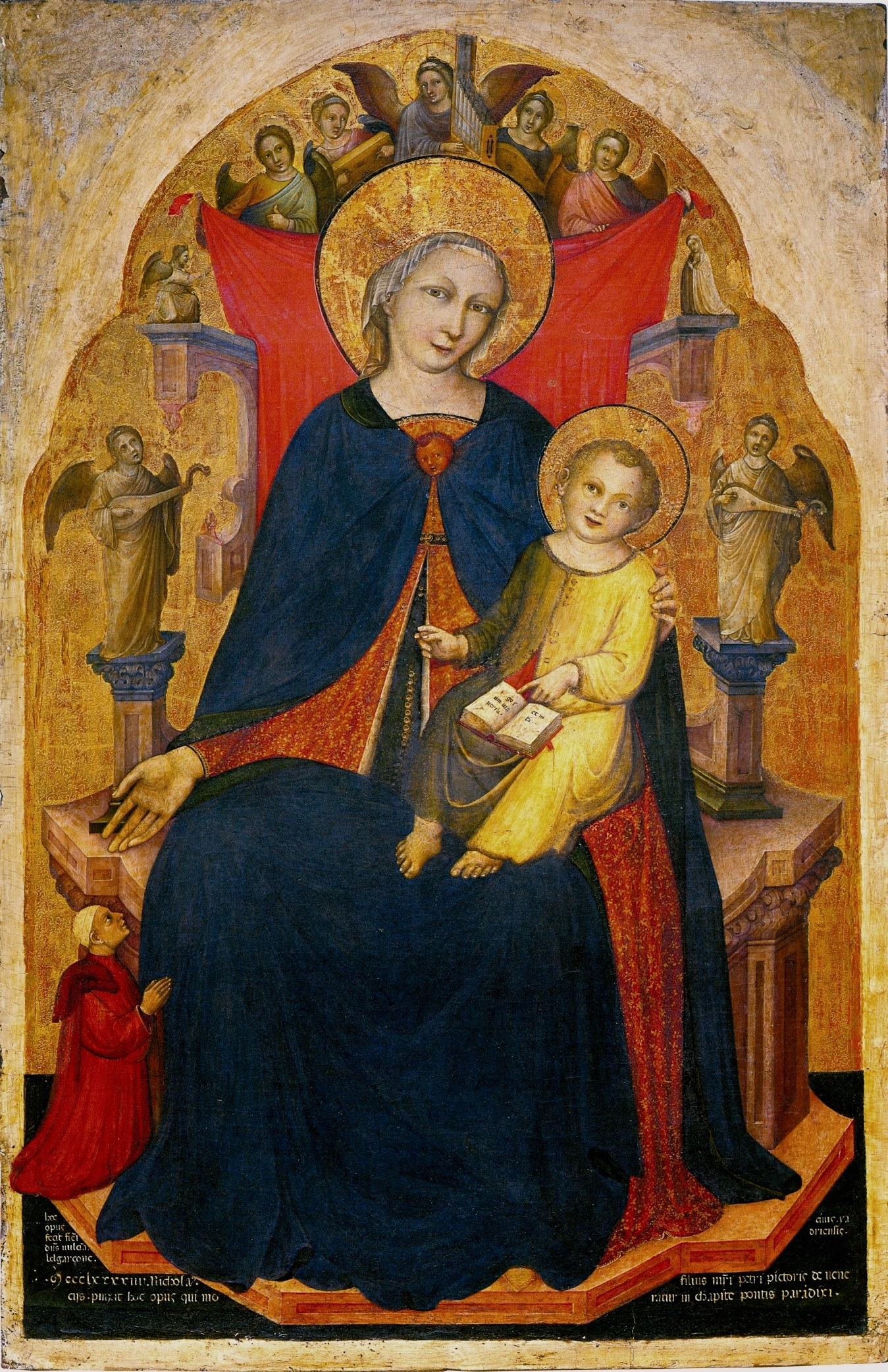
Madonna con il donatore Vulciano Belgarzone, Gallerie dell'Accademia, Venezia
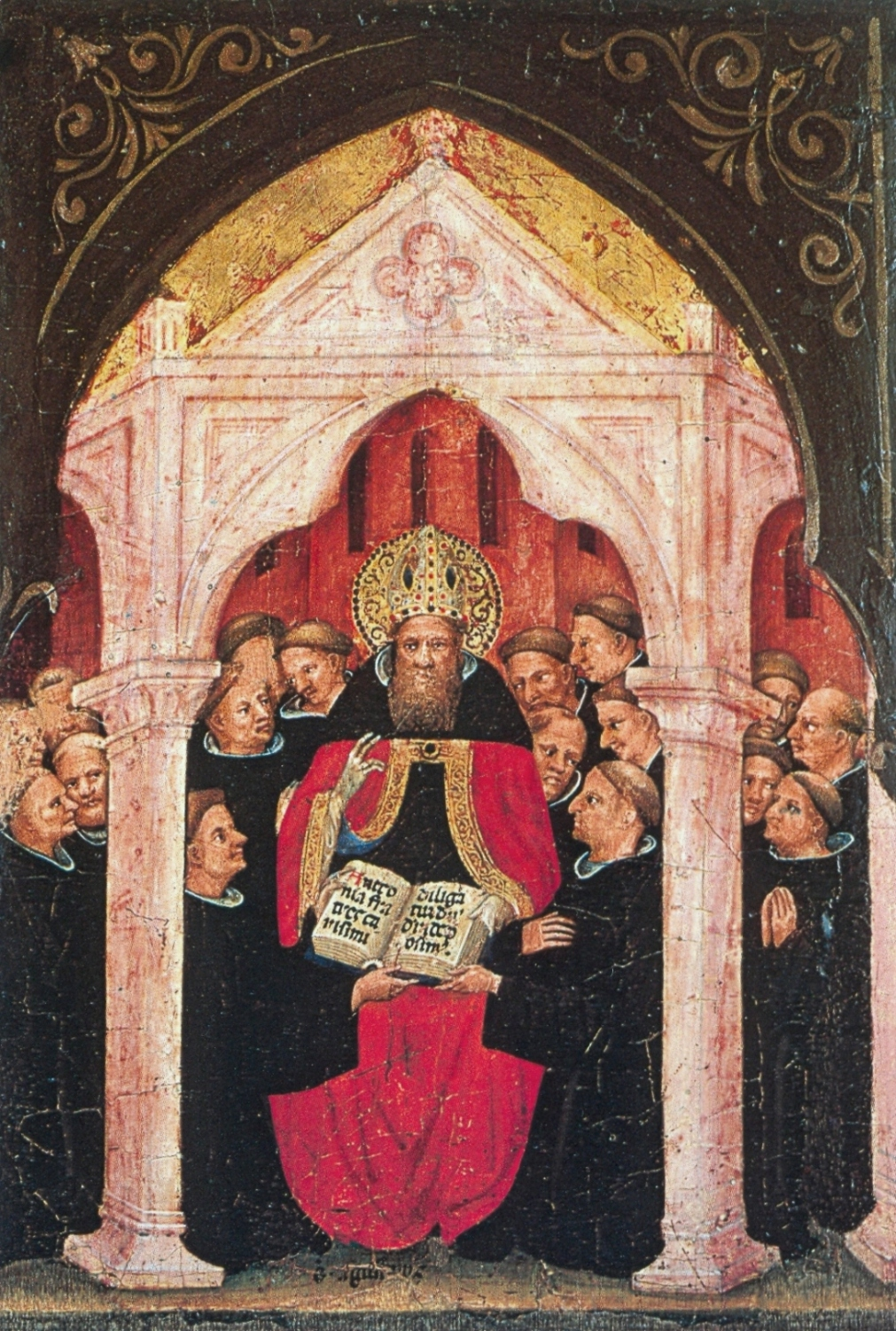
Sant'Agostino consegna la Regola ai suoi monaci, Pinacoteca Vaticana
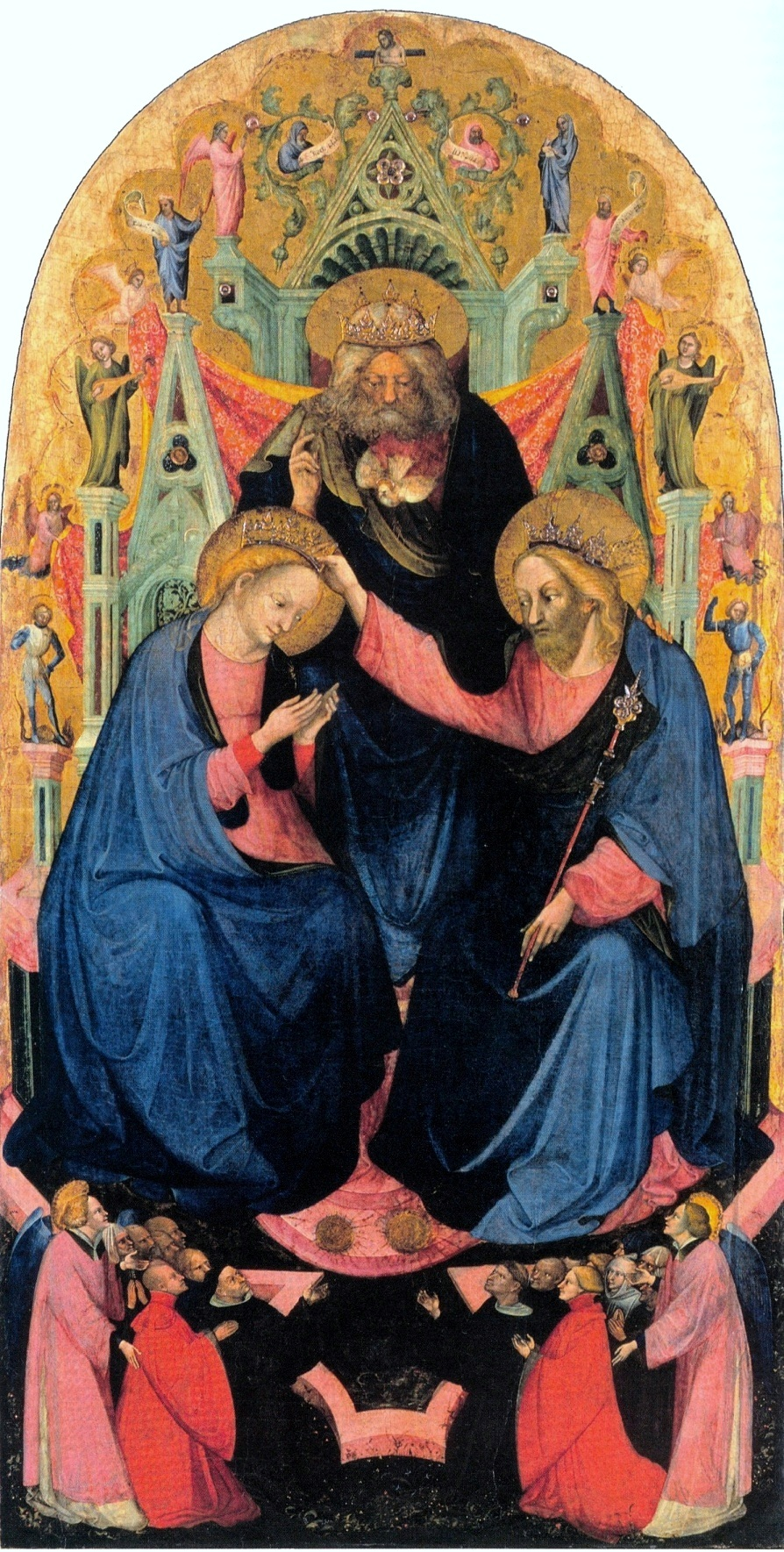
Incoronazione della Vergine, Accademia dei Concordi, Rovigo